# Río Pasvikelva
El río Pasvikelva (en noruego) o Paatsjoki (finlandés) nace en el lago Inari en Finlandia y fluye a través de Noruega y Rusia para desembocar en el pequeño fiordo de Bøk, un ramal del fiordo de Varanger, en el mar de Barents, no lejos de la localidad de Kirkenes. Tiene una longitud de 145 km y drena una amplia  cuenca hidrográfica de 18.404 km². En tramos inferiores, el río alcanza varios kilómetros de ancho.
Un total de siete centrales hidroeléctricas se ubican en el curso del río con el objeto de generar electricidad y controlar las crecidas y desbordes. En conjunto producen 1.4 TWh de energía.
Desde el final de la Guerra de Continuación en 1944, el río ha marcado partes de la frontera entre Noruega y Rusia. En su tramo fronterizo, no está permitido el cruce del río y su navegación está regulada por las autoridades de ambos países. El único punto habilitado para el cruce entre Noruega y Rusia se encuentra en Storskog.
El río proporciona buenas oportunidades para la pesca del salmón atlántico, entre otros. Su gran biodiversidad incluye 15 especies de peces.